# 赫林多特
赫林多特，是西班牙卡斯蒂利亚-拉曼恰托莱多省的一个市镇。总面积44平方公里，总人口1751人（2023年），人口密度44人/平方公里。